# Антипова Світлана Олександрівна
Світлана Олександрівна Анти́пова (нар. 17 квітня 1945, Москва) — українська артистка балету, педагог-хореограф. Заслужений артист УРСР з 1975 року.

## Життєпис
Народилася 17 квітня 1945 року в місті Москві (нині Росія). 1962 року закінчила Одеську балетну школу, де навчался у Г. А. Рельса.
Протягом 1962—1993 років — солістка Одеського академічного театру опери та балету. З 1993 року — педагог-хореограф Одеської державної хореографічної школи.

## Творчість
Балерина лірико-романтичного плану. Виконала партії:
- Одетта-Оділія, Аврора, Маша («Лебедине озеро», «Спляча красуня», «Лускунчик» Петра Чайковського);
- Ліза («Марна пересторога[ru]» Фердинана Герольда);
- Кітрі, Нікія («Дон Кіхот», «Баядерка» Людвіга Мінкуса);
- Марія («Бахчисарайський фонтан» Бориса Асаф'єва);
- Джульєтта («Ромео і Джульєтта» Сергія Прокоф'єва);
- Егіна («Спартак» Арама Хачатуряна);
- Кармен («Кармен-сюїта» Жоржа Бізе — Родіона Щедріна);
- Жізель («Жізель» Адольфа Адама);
- Раймонда («Раймонда» Олександра Глазунова).

Її гастролі відбулися в Іспанії, Португалії, Індії, Сінгапурі, Кувейті, Туреччині, Сирії, Франції, Італії та інших країнах.